# Johannes Persson (allmogemålare)
Johannes Persson, född 16 maj 1815 i Knäreds församling, Hallands län död där 8 augusti 1889, var en svensk allmogemålare, lanthandlare och kyrkvärd.
Han var 1848 gift med Johanna Jonsdotter. Persson var en av de sista mera bemärkta utövare av möbelmåleriet  i Halland. Han var troligtvis elev till Johannes Larsson i Dyreborg, och har följt han stil i sitt måleri. I Nordiska museet förvaras en färgreceptbok skriven av Persson 1837 samt skriftliga handlingar som belyser hans liv.